# 八里纜車
八里纜車是一個新北市政府規劃中的交通建設計畫，以觀光纜車的方式，預定串聯八里區八里渡船頭至觀音山地區，又稱觀音山纜車。2020年12月10日由新北市政府展開招商說明會，並預計以BOO模式方式進行建設。

## 歷史

### 規劃背景
八里地區於八里纜車規劃前即有興建纜車前往觀音山的提案，在淡江大橋、淡海輕軌藍海線逐漸動工，八里輕軌進入綜合規劃階段後，新北市政府希望興建一條纜車系統以串聯台北港、十三行博物館、觀音山等地區，並連結其他興建中公共運輸實現綠色交通運輸，以完善八里的觀光路線網路。同時，此計畫也是新北市青春山海線的一部份。

### 規劃歷程

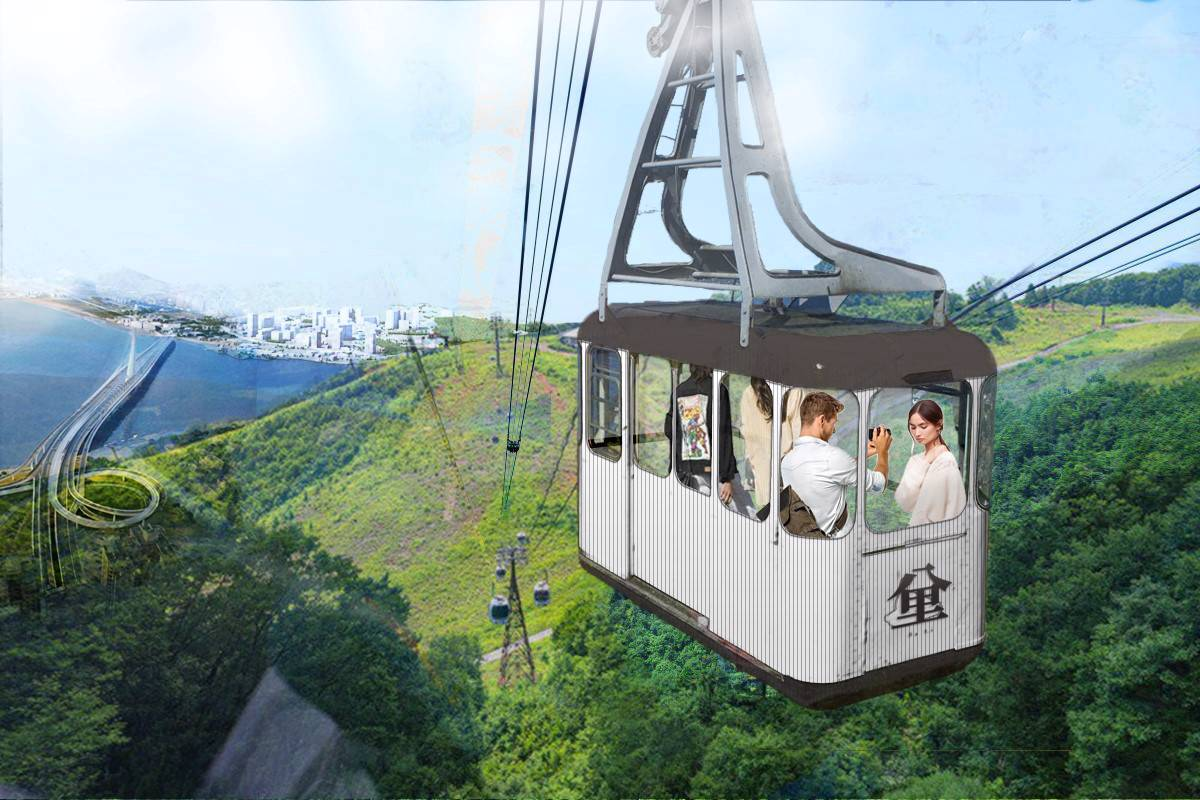
八里纜車模擬示意圖
（圖：新北市觀光旅遊網新聞稿）

早在新北市市長侯友宜就任前，新北市政府曾提出觀音山纜車案，但多次流標。2000年，交通部觀光局針對觀音山興建纜車一案提出可行性研究報告，纜車路線約2.35公里，並分為山下站（八里渡船頭）與山上站（觀音山硬漢嶺）兩個車站，可直線連通不破壞天際線景觀。當時考慮採用BOT模式進行興建。
2012年中華民國總統選舉候選人蔡英文於政見中也曾提出興建觀音山纜車計畫，並興建捷運至台北港。，當時評估年運量約500萬人次，可超越日月潭纜車與貓空纜車。
2020年8月19日，新北市政府重新提出八里纜車計畫，計畫由八里渡船頭連接觀音山硬漢嶺，總長約2公里，共預計花費9億新台幣。纜車系統參考目前台灣唯一有盈餘的日月潭纜車計畫，採BOO模式由民間出資興建及營運，預期年運量約150萬人次。目前八里纜車正辦理路線評估，由於涉及到公墓遷葬問題，新北市政府於2020年12月10日辦理公共建設招商說明會諮詢廠商意見。計畫於2021年招標。

## 路線
八里纜車路線起點預計設於八里渡船頭碼頭（暫名山下站），此處可搭船前往淡水渡船碼頭與淡水漁人碼頭，是八里與淡水來往間的要道。終點預計設於觀音山遊客中心附近（暫名山上站），可前往硬漢嶺登山步道。
由於路線可能會經過公墓，需調整路線或辦理公墓遷葬問題，以至目前路線走向仍未定案。
| 車站名稱             | 車站名稱（英文） | 備註 | 所在地       |
| -------------------- | ---------------- | --- | ------------ |
| （站名皆為暫定名稱） |                  | |              |
| 山下                 |                  | 位於八里渡船頭，可搭乘渡輪、船隻等前往淡水渡船碼頭、淡水漁人碼頭等地，是八里目前除關渡大橋外來往淡水的要道。 | 新北市八里區 |
| 山上                 |                  | 位於觀音山遊客中心附近，可前往硬漢嶺登山步道。                                                               | 新北市八里區 |